# Love and Affection for Stupid Little Bitches
Love and Affection for Stupid Little Bitches (укр. Любов і прихильність до дурних сучок) (стилізовано великими літерами) — третій студійний альбом канадського нойз-поп дуету Black Dresses. Його було випущено 1 серпня 2019 під лейблом Blacksquares Media.

## Жанр і стиль
Альбом містить елементи таких жанрів як нойз, електронна музика, індастріал-метал, чилвейв і вейпорвейв, В альбомі йдеться про теми на кшталт терпіння болю і пошуку товариства та дружби через нього, біологічного горору, депресії таідентичності.

## Огляди
Джеймс Реттиґ у розгляді на Stereogum написав, що Love and Affection for Stupid Little Bitches є таким само деренчливим як і минулі альбоми Black Dresses, але водночас більш мелодичним, із меншою кількістю шумних застрашливих моментів і більшою кількістю ніжних поміж хаосом. У позитивному огляді на Pitchfork Колін Джойс оцінив альбом у 7.7 із 10, підсумувавши "Але дух запису тріумфальний; нищівні звуки оточені яскравішими моментами, що підносять настрій". Альбом потратив у список "22 найкращих альбомів які ви могли пропустити у 2019 році", описаний Коліном Джойсом як "пошарпаний і пригнічений, як і решта каталогу дуету". На BrooklynVegan альбом назвали музикою, "якій вдається звучати по-справжньому свіжо та по-справжньому конфронтаційно в епоху, коли часто здається, що ви чули все".

## Список треків
| Список треків альбому Love and Affection for Stupid Little Bitches. | Список треків альбому Love and Affection for Stupid Little Bitches. | Список треків альбому Love and Affection for Stupid Little Bitches. |
| #                                                                   | Назва                                                               | Тривалість                                                          |
| ------------------------------------------------------------------- | ------------------------------------------------------------------- | ------------------------------------------------------------------- |
| 1.                                                                  | «Static»                                                            | 2:16                                                                |
| 2.                                                                  | «Hertz»                                                             | 3:53                                                                |
| 3.                                                                  | «Bloom»                                                             | 4:22                                                                |
| 4.                                                                  | «Mindcrushed»                                                       | 3:43                                                                |
| 5.                                                                  | «Cartoon Network»                                                   | 2:38                                                                |
| 6.                                                                  | «Mutations»                                                         | 3:15                                                                |
| 7.                                                                  | «Drool»                                                             | 2:11                                                                |
| 8.                                                                  | «Music»                                                             | 3:37                                                                |
| 9.                                                                  | «My Heart Beats Out of Time»                                        | 2:36                                                                |
| 30:20                                                               |                                                                     |                                                                     |